# هادی‌آباد (قزوین)
هادی‌آباد، روستایی از توابع بخش مرکزی شهرستان قزوین در استان قزوین ایران است.مردمان این روستا به ترکی آذربایجانی سخن میگویند. شغل اکثریت مردم این روستا کشاورزی و دامداری است اقلیتی نیز به مشاغل خدماتی و صنعتی مشغول‌اند. 

## جمعیت
این روستا در دهستان اقبال غربی قرار دارد و براساس سرشماری مرکز آمار ایران در سال ۱۳۹۵، جمعیت آن ۷۱۳ نفر (۲۰۸خانوار) بوده‌است.